# José Torres Guardia
José Torres Guardia (Valencia, 26 de febrero de 1932 - Madrid, 5 de enero de 2017) fue un escultor español con una dilatada carrera profesional nacional e internacional.
Dentro de su prolifera carrera, podemos destacar algunas de sus obras como la Virgen de la Plaza de San Pol de Mar (Madrid), Fuente de la Asamblea de Madrid, escultura del Sha de Persia, Mohammad Reza Pahlevi (colección particular).
A principios de los 70, participa en el programa 24 Horas de RTVE, presentado por Manuel Martín Ferrand, realizando esculturas en directo sobre los personajes de la actualidad informativa.

## Biografía
Cursa sus estudios de Bellas Artes en la Real Academia de Bellas Artes de San Carlos de Valencia, obteniendo el título de profesor de dibujo. En el curso 1956-57 es pensionado en la Academia de España en Roma. Allí desarrolla sus estudios y tiene como compañeros destacados a José María García de Paredes, José Beulas y Juan de Contreras y López de Ayala (Marqués de Lozoya). Después de sus estudios decide trasladarse a Madrid. En esa época sirve en las milicias universitarias en San Sebastián en Zapadores. Allí conoce al rey Don Juan Carlos I siendo este Príncipe, el cual le encarga la realización de un busto. Después de las milicias se traslada a París y tiene contacto con aristas de la época. Después de un tiempo en Paris, se traslada de nuevo a Madrid, y con ese don de gentes que le caracterizaba, empieza a conocer a lo más granado de Madrid, eso hace que le empiecen a llegar encargos, primero en España y después en distintos lugares de todo el planeta. Es en este momento donde puede empezar a combinar dos de sus grandes pasiones, su trabajo como escultor y viajar. Gracias a ello, hace grandes amistades y su obra adquiere un carácter internacional. Tiene obras en innumerables colecciones particulares y en países como Alemania, EE. UU., Francia, Inglaterra, Italia, Persia, México, Venezuela y Colombia.
Una anécdota de su vida, que siempre recordaría hasta el final de sus días, es cuando llega a México y ve al aterrizar en el aeropuerto la frase de Benito Juárez “El respeto al derecho ajeno es La Paz”, la cual le impactó tanto que decidió que fuera su consigna en la vida.
Torres Guardia se casa en 1971 con Elena Angulo. Ella es fundamental en el desarrollo del escultor y en su vida. Tienen dos hijos, José Pablo y Estefanía.

## Obra

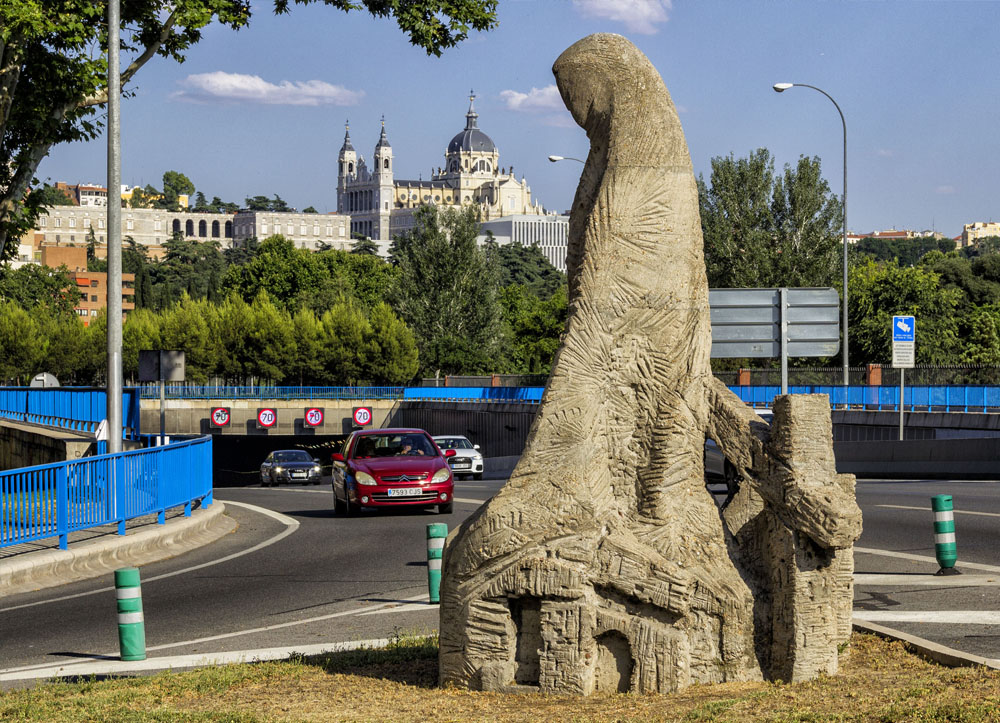
Virgen, Plaza San Pol de Mar, Madrid (1960)

En sus trabajos de arte público destacamos su intervención en el edificio de La Caixa en el Paseo de la Castellana, la escultura de la Virgen de la Plaza de San Pol de Mar en Madrid y la fuente de la Asamblea de Madrid. El estilo neofigurativo de Torres Guardia se caracteriza por su manera de entender la escultura como masa globalizadora, que se conforma mediante un dibujo de síntesis, expresado en unas cuantas líneas esenciales.
Algunas de sus exposiciones y premios destacados: Exposición en Roma (VIAREGGIO), Mención honorífica Concursos de África, Participación en los Concursos Nacionales, en R.T.V.E., en los servicios informativos, presenta una escultura de la Noticia del día en los años 1971, 1972, 1973 y 1974, Invitación a la Trienal Europea de la Escultura de Paris en 1978, Invitación al Iranian Cultural Center en 1978, Bienal de Cáceres en 1980, Bienal del deporte 1973, Bienal del deporte 1977, Galería Skimo (Madrid, 1975), Galeria Kreisler (Madrid, 1977), Galeria Segrelles (Valencia, 1975), Galeria Echeberría (San Sebastián, 1978), Galeria Padró (Barcelona, 1978), Galeria Kreisler (Madrid 1978).

## Exposiciones individuales y premios (selección)
- Exposición en Roma (VIAREGGIO).
- Mención honorífica Concursos de África.
- Participación en los Concursos Nacionales.
- Bienal del deporte 1973.
- Galería Skimo. Madrid 1975.
- Galeria Segrelles. Valencia 1975.
- Bienal del deporte 1977.
- Galeria Kreisler. Madrid 1977.
- Galeria Echeberría. San Sebastián 1978.
- Galeria Padró. Barcelona 1978.
- Galeria Kreisler. Madrid 1978.
- Invitación a la Trienal Europea de la Escultura de Paris en 1978.
- Invitación al Iranian Cultural Center en 1978.
- Bienal de Cáceres en 1980.

## Esculturas destacadas
- Virgen, (Plaza San Pol de Mar, Madrid), (1960)
- Busto de Su Majestad el Rey Don Juan Carlos I, por encargo del mismo (1968)
- Retrato del General Perón en bronce
- Pareja de Acero, Edificio La Caixa, Paseo de la Castellana, Madrid. (1979)
- Fuente, Pza Asamblea de Madrid, Madrid. (1998)
- Un Halcón en la Fuente, Pza. Hermanos Falcó y Álvarez de Toledo, Barajas, Madrid.
- Peregrino, Parroquia de Santa María de Ambrox Archivado el 19 de junio de 2013 en Wayback Machine., Dalías, Almería.
- Enrique Herreros, c/ Cea Bermúdez, 2, Madrid. (1993)
- Encuentro, Antigua Carretera de Extremadura, Navalcarnero, Madrid. (2007)
- Sha de Persia, Mohammad Reza Pahlevi (colección particular)
- Jacinto Gonzalez (Alcalde de Navalcarnero), Parque Histórico de San Sebastián, Navalcarnero, Madrid. (2010)
- Fuente con escultura, Avda. de Logroño, Madrid. (1999)
- Rebozo Azteca Archivado el 19 de septiembre de 2021 en Wayback Machine., Figura en el Museo de escultura de Leganés Archivado el 27 de abril de 2019 en Wayback Machine..

## Galería

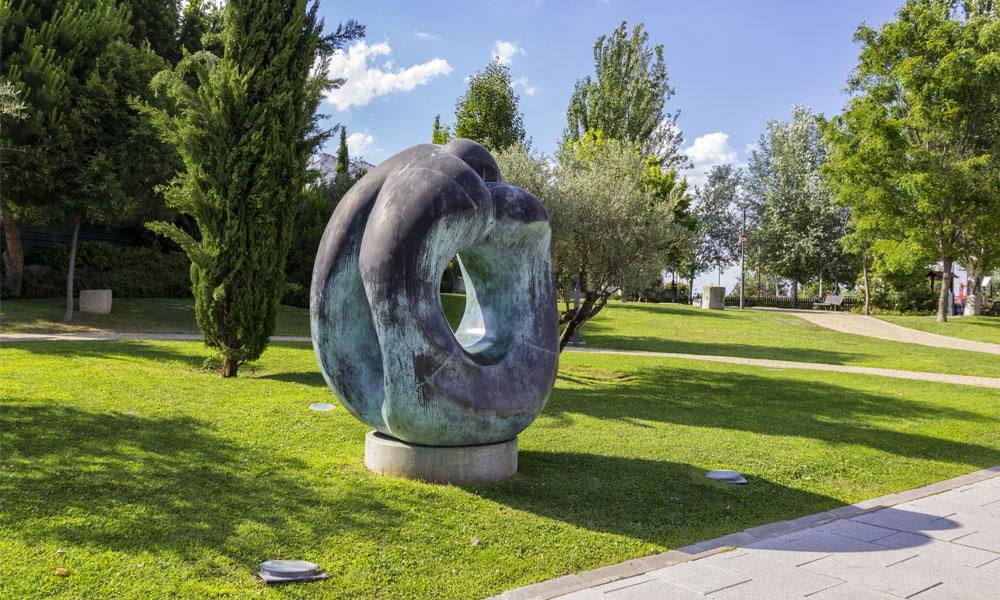
Encuentro, Navalcarnero (2007)
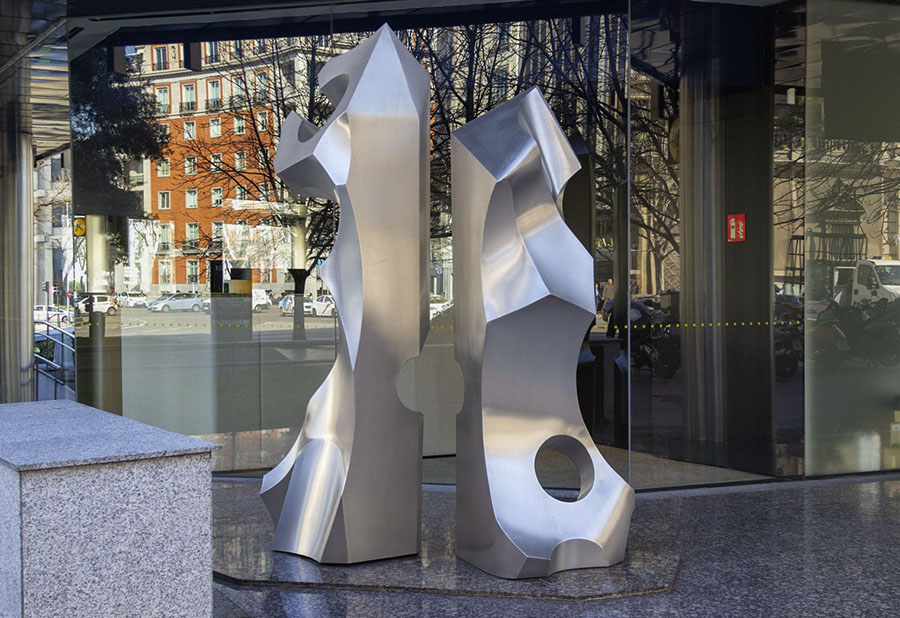
Pareja de Acero,Edificio CaixaBank, Madrid (1979)
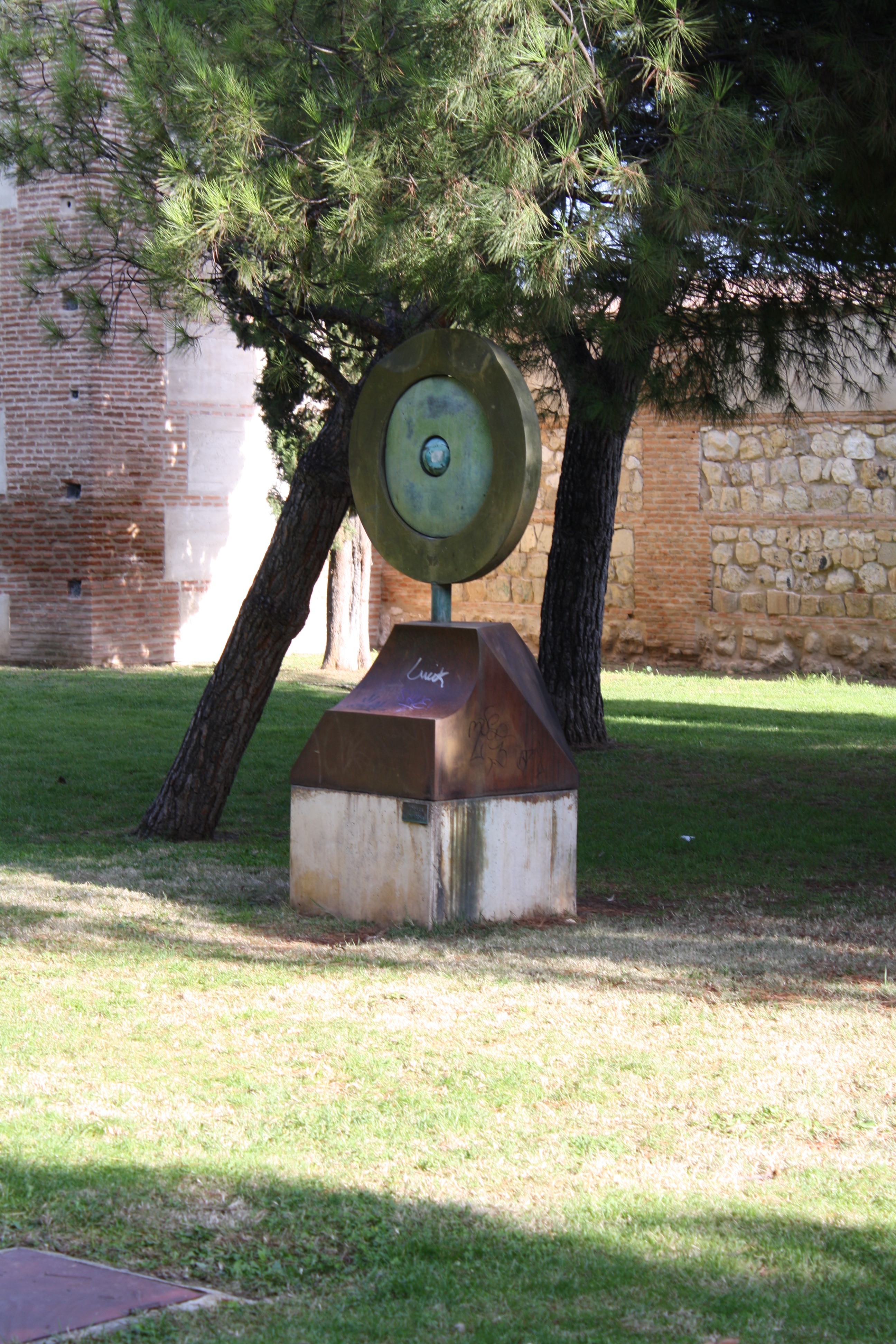
Museo de Escultura al Aire Libre de Alcalá de Henares (1993)
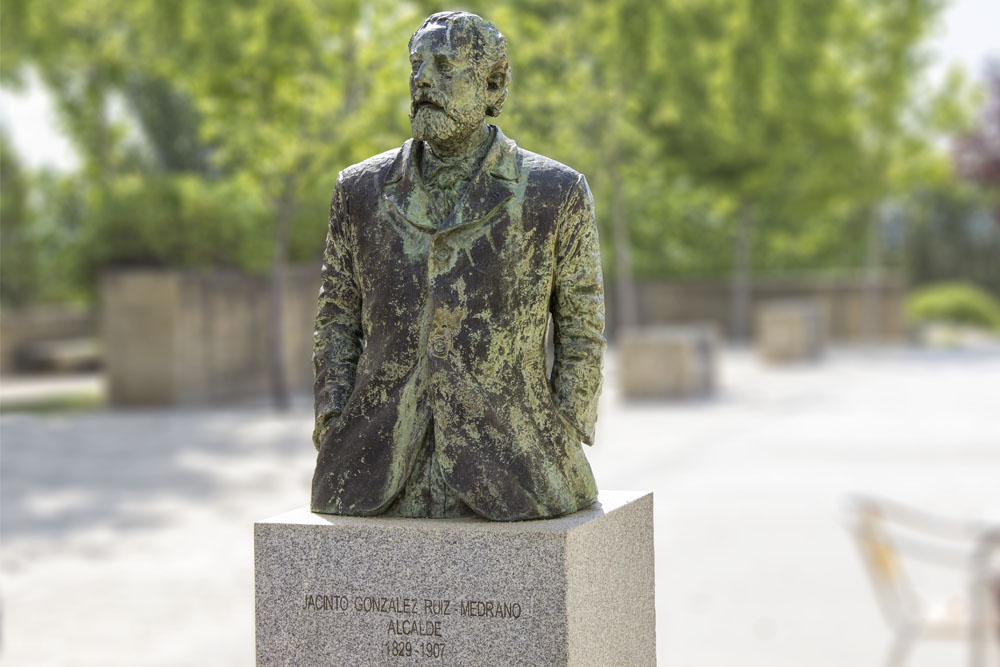
Jacinto Gonzalez, Alcalde Navalcarnero (2005)
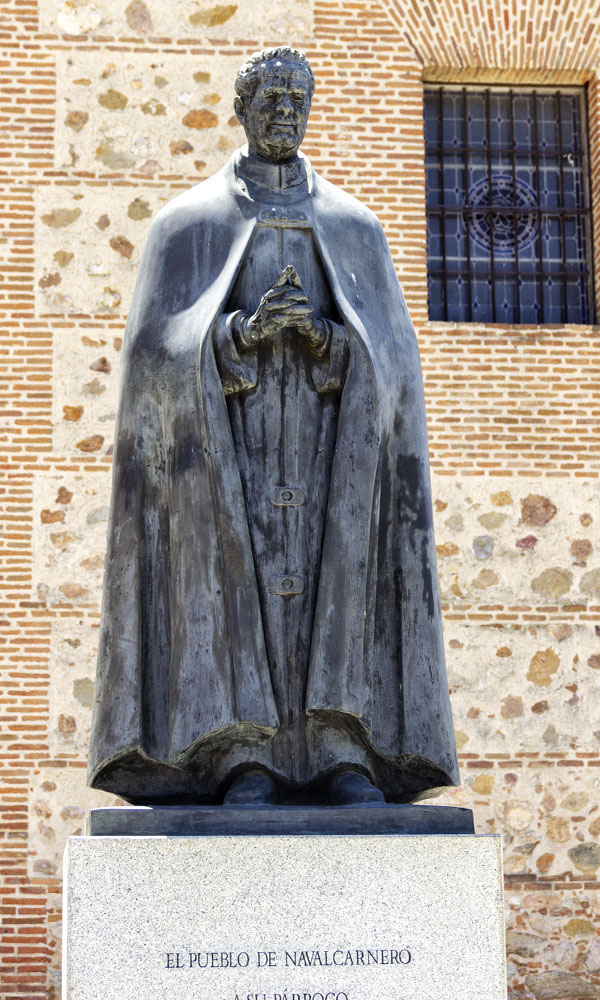
Sabino Julian, Párroco Navalcarnero (2002)
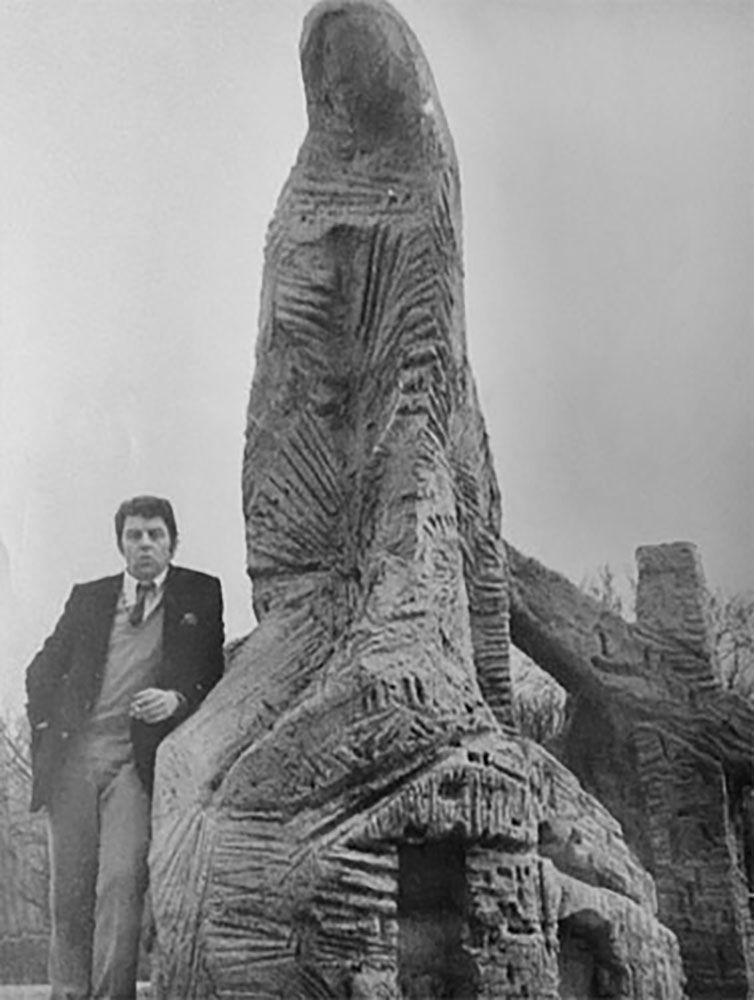
Torres Guardia junto a la Virgen de la Plaza de San Pol de Mar, Madrid (2005)
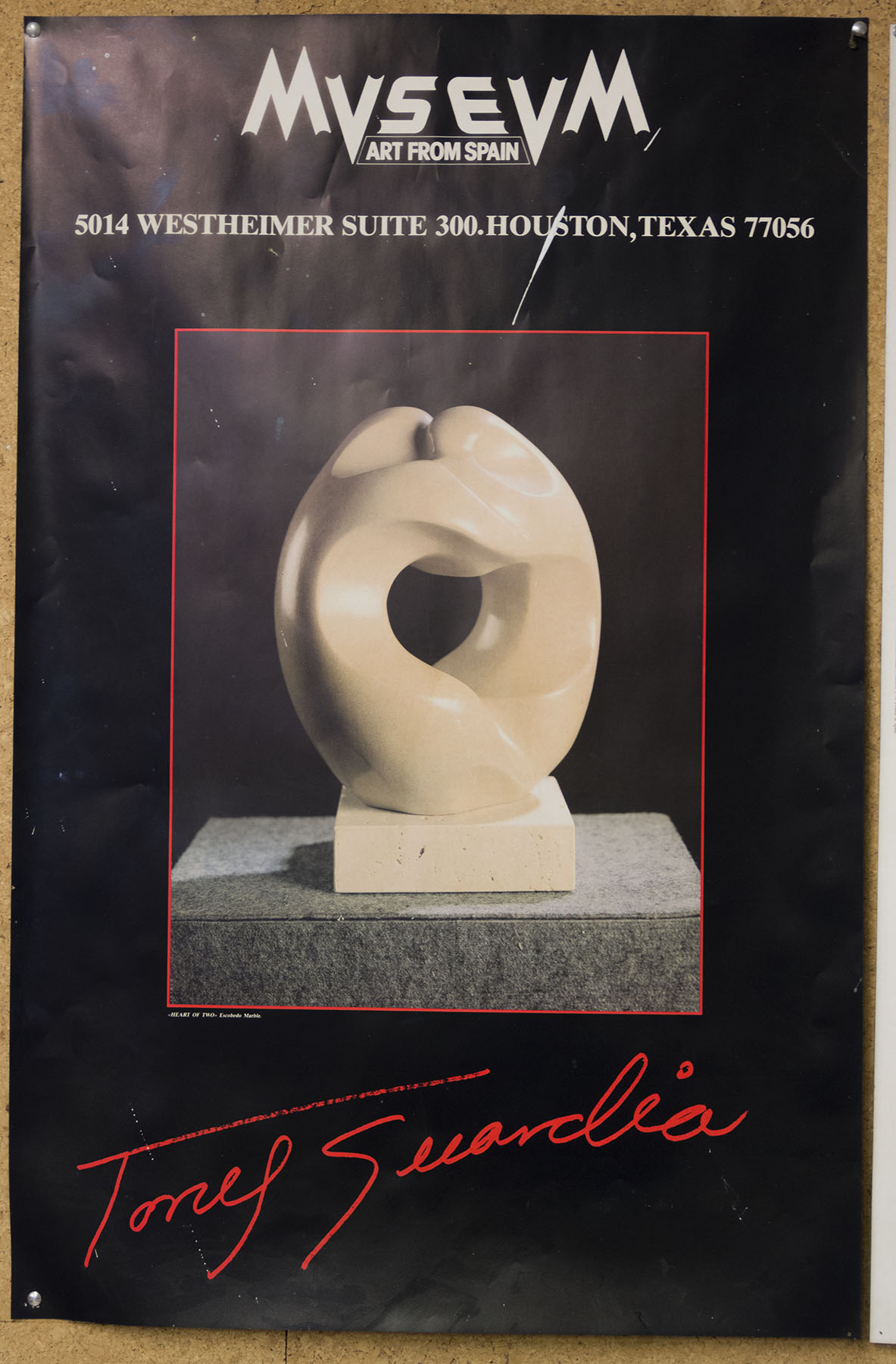
Poster Exposición